# Kemayoran (Krembangan)
Kemayoran is een bestuurslaag in het regentschap Soerabaja van de provincie Oost-Java, Indonesië. Kemayoran telt 15.333 inwoners (volkstelling 2010).